# Nick Schultz (ciclista)
Nicholas Schultz, detto Nick (Brisbane, 13 settembre 1994), è un ciclista su strada australiano che corre per il team Israel-Premier Tech; è professionista dal 2017.

## Palmarès

### Strada
- 2011 (Juniores)

Campionati oceaniani, Prova a cronometro Juniores
- 2014 (CR4C Roanne, una vittoria)

3ª tappa Boucle de l'Artois (Arras > Croisilles)
- 2016 (SEG Racing Academy, due vittorie)

7ª tappa Tour de Bretagne (Le Hinglé > Dinan)
7ª tappa Tour de l'Avenir (Val-d'Isère > Valmeinier)
- 2019 (Mitchelton-Scott, una vittoria)

4ª tappa Herald Sun Tour (Cape Schanck > Arthurs Seat)
- 2021 (Team BikeExchange, una vittoria)

2ª tappa Sazka Tour (Olomouc > Pustevny)
- 2024 (Israel-Premier Tech, una vittoria)

1ª tappa Volta Ciclista a Catalunya (Sant Feliu de Guíxols > Sant Feliu de Guíxols)

#### Altri successi
- 2016 (SEG Racing Academy)

Classifica giovani Oberösterreich Rundfahrt
- 2019 (Mitchelton-Scott)

1ª tappa Settimana Internazionale di Coppi e Bartali (Gatteo a Mare > Gatteo, cronosquadre)

## Piazzamenti

### Grandi Giri
- Giro d'Italia

2021: non partito (18ª tappa)
2024: non partito (19ª tappa)
2025: 106º
- Tour de France

2022: 22º
2023: 39º
- Vuelta a España

2017: 111º
2018: 75º
2019: 63º
2020: 25°
2021: 49º

### Classiche monumento
- Liegi-Bastogne-Liegi

2019: ritirato
2020: 22º
2022: 44º
2023: 36º
2024: 57º
2025: 43º
- Giro di Lombardia

2021: 59º
2022: 42º
2023: 15º
2024: 40º

### Competizioni mondiali
- Campionati del mondo su strada

Copenaghen 2011 - In linea Junior: 101º
Valkenburg 2012 - In linea Junior: 111º
Richmond 2015 - In linea Under-23: 56º
Doha 2016 - In linea Under-23: 125º
Innsbruck 2018 - In linea Elite: ritirato
Imola 2020 - In linea Elite: ritirato
Fiandre 2021 - In linea Elite: ritirato
Wollongong 2022 - In linea Elite: 91º
Zurigo 2024 - In linea Elite: 46º